# عدمية علاجية
العدمية العلاجية هي ادعاء أنه من المستحيل علاج الناس أو المجتمعات من أمراضهم من خلال العلاج.
في الطب، كانت العدمية العلاجية مرتبطة بفكرة أن العديد من «العلاجات» تضر أكثر مما تنفع، وأنه يجب على المرء بدلاً من ذلك تشجيع الجسم على شفاء نفسه. تبنى ميشيل دي مونتين هذا الرأي في مقالته إيسايس (بالإنجليزية: Essais) عام 1580. وقد حظي هذا المنصب بشعبية، من بين أماكن أخرى، في فرنسا في عشرينيات وثلاثينيات القرن التاسع عشر، لكنه تلاشى في الغالب في العصر الحديث بسبب تطوير أدوية فعالة مثل المضادات الحيوية. هناك نسخة معاصرة من العدمية العلاجية يدافع عنها الدكتور جاكوب ستيجينغا، والتي يسميها الطب اللطيف.

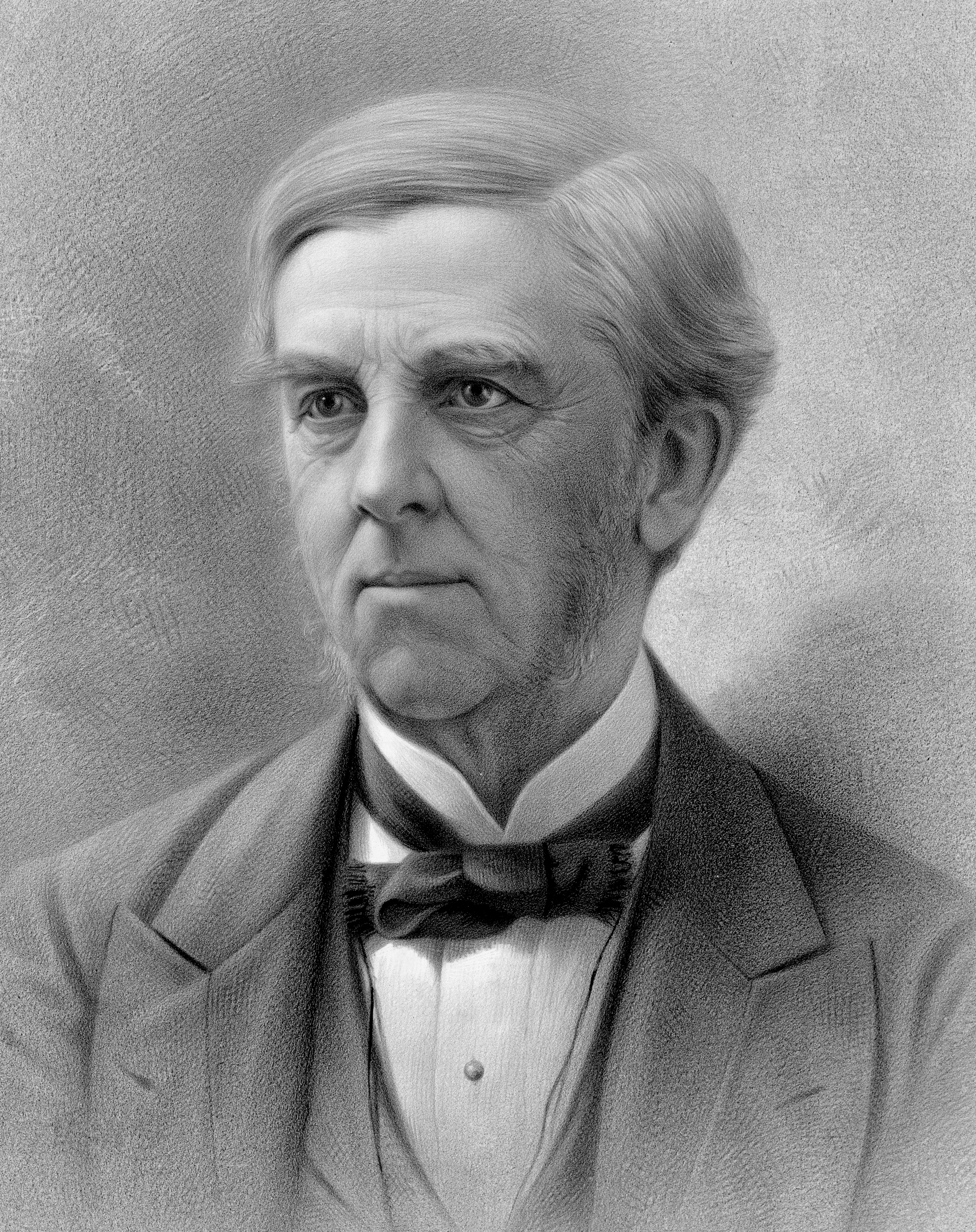
في القرن التاسع عشر، كان هناك نقص في الثقة في العلاجات اليومية. قال أوليفر ويندل هولمز، «... إذا كان من الممكن غرق المواد الطبية بأكملها، كما هو مستخدم الآن، في قاع البحر، فسيكون ذلك أفضل بكثير للبشرية - وكل هذا سيء للأسماك.»

## التاريخ
في أواخر القرن التاسع عشر، اكتسبت العدمية العلاجية بعض الأهمية بين المهنيين الطبيين. ادعى أنصار هذا الرأي أن كل رجل يجب أن يكون هو الطبيب الخاص به من خلال ديمقراطية المعرفة. نُقل عن الناقد الثقافي ماثيو أرنولد قوله إن «تيار الفكر الطبي الحديث كان نحو العدمية العلاجية».
كان النهج الأكثر تفضيلاً للطب في ذلك الوقت هو ما كان يُطلق عليه أحيانًا العلاج الفعال، حيث يتم إعطاء العلاجات بشكل حاد ومن المتوقع أن يكون لها تأثيرات دراماتيكية. ويمثل الدواء الفعال، إلى حد ما، طليعة الفكر الطبي الحالي، مما أدى أيضًا إلى الافتراضات وعدم الدقة. على سبيل المثال، عندما تم اكتشاف الكوكايين لأول مرة، تم وصفه في الأدبيات الطبية بأنه مفيد في حالات تتراوح من آلام المعدة، والولادة (كمخدر موضعي)، إلى الصداع النصفي، والقوباء المنطقية، ونزيف الأنف (بسبب خصائصه كمضيق للأوعية). كان هذا على عكس العلاج الروتيني، حيث يأخذ المريض نفس الدواء باستمرار. ومن ناحية ثقافية، كان الأطباء يُعتبرون شخصيات بطولية عندما يعمل الدواء الفعال بينما يمكن تصنيف الحالات غير الناجحة على أنها مؤسفة ومرفوضة." قال روبرت بارثولو، الطبيب المعاصر، "يجب أن يكون علم العلاج أكثر يقينًا" وأن "المعرفة الحقيقية للعمل الدوائي ليست منتشرة على نطاق واسع بما فيه الكفاية". عند مواجهة المتطلبات اليومية، تُرك العديد من الأطباء جاهلين، وشارك المجتمع الطبي هذه المخاوف: في عام 1888، نُقل عن رئيس الجمعية الطبية الأمريكية قوله إن هناك "عيوبًا بغيضة في نظام التعليم الطبي الأمريكي" وأعرب عن قلقه من أن نسبة الممارسين الطبيين إلى سكان الولايات المتحدة (1 لكل 580 شخص) كان مفرطًا بالنسبة للحاجة الفعلية، وقد تأسس على عدد كبير من خريجي كليات الطب منخفضة الجودة الذين كانوا يبحثون فقط عن الدخل، مما أدى إلى الإفراط في استخدام العلاج الطبي بسبب العرض.
تلاشت العدمية العلاجية ببطء في القرن التاسع عشر حيث حدث الإصلاح المنهجي لنظام التعليم الطبي، ثم ظهرت من جديد في القرن العشرين بطريقة مختلفة قليلاً عن السابق. لقد أنارت التجربة العدوانية في القرن التاسع عشر المجتمع الطبي بضرورة إجراء تقييم شامل لكل جانب من جوانب الممارسة السريرية. قبل نشر البحوث الدقيقة في وقت لاحق من القرن العشرين، اعتقد بعض الأطباء أن أقوى سلاح للعلاج ليس الدواء، ولكن تنظيم الإفرازات الجسدية مثل إراقة الدماء، أو تعزيز التعرق، أو التبول لاستعادة حالة التوازن الطبيعية. كان إيفان إيليتش أحد المؤيدين المتحمسين للعدمية العلاجية. في كتابه عدو طبي (بالإنجليزية: Medical Nemesis)، ادعى إيليتش أن الزيادة الكبيرة في متوسط العمر المتوقع والصحة العامة التي شهدها عصره كانت بسبب تحسين التغذية والصرف الصحي، بدلاً من الابتكار في الأدوية والأدوية. كما أعرب عن اعتقاده بوجود فائض في الأطباء والعمليات الجراحية والوصفات الطبية. ادعى أنصار العدمية العلاجية أن هذا الإفراط غالبًا ما يؤدي إلى سوء الممارسة وزيادة الإصابات العلاجية المنشأ (التي يسببها الطبيب)، مُتهِمين الأطباء بخلق المزيد من الأمراض.
تلاشت العدمية العلاجية في الغالب بحلول منتصف القرن العشرين، وقد توصل بعض الباحثين إلى أن «العدمية العلاجية قد حلت محلها مجموعة من الاختراعات العلاجية».
تم تضمين عبارة العدمية العلاجية في نسخة حديثة من قسم أبقراط، والذي كان يتخذه الأطباء تقليديًا بعد التخرج، «... سوف أتقدم بطلب لمصلحة المرضى، جميع التدابير [المطلوبة]، وتجنب تلك الفخاخ المزدوجة من الإفراط في العلاج والعدمية العلاجية».